# Список серий «Блич» (сезоны 1-4)
Серии «Блич» делятся на несколько сезонов (сюжетных арок), первые три из которых были созданы компаниями TV Tokyo, Dentsu и Studio Pierrot под руководством Абэ Нориюки. Впоследствии они были объединены в несколько DVD-сборников. Aniplex распределила серии аниме так, чтобы на каждый сезон приходилось пять дисков. Они выходили с февраля 2005 года. На английский язык аниме переведено компанией Viz Media, также занимающейся выпуском DVD — по четыре серии на каждом диске. Первый из таких дисков (на обложке изображен главный герой аниме и манги Ичиго Куросаки) в 2007 году был номинирован на American Anime Awards за лучший дизайн обложки.
В рамках первого сезона происходит действие OVA Memories in the Rain. Эта OVA является альтернативной версией 8 и 9 серий и была показана в 2004 году на фестивале Jump Festa.

## Список серий

### Сезон 1 (2004—2005)
«Агент синигами» (яп. 死神代行篇 Shinigami Daikō Hen) — первая сюжетная арка аниме Bleach. На английском языке, в версии Viz Media, данная арка озаглавлена «The Substitute» (с англ. — «заместитель»). Она основана на первых восьми томах манги Кубо Тайта, которые были преобразованы в двадцать серий аниме. В Японии арка «Агент синигами» транслировалась с октября 2004 года по февраль 2005 года на канале TV Tokyo, в США с 9 сентября на каналах Bionix и Adult Swim. Полное собрание дисков в коллекционном боксе от Viz Media появилось в продаже 30 октября 2007 года. Согласно сюжету, главный герой Ичиго Куросаки знакомится с «богом смерти» — синигами — Рукией Кучики — временно выполняет её обязанности. В аниме задействовано три музыкальные композиции: одна открывающая и две закрывающие. Во время начального ролика («опенинга») играет сингл «*~Asterisk~» (с англ. — «звёздочка») группы Orange Range; что касается финального ролика, то в первых тринадцати сериях это «Life is Like a Boat» Rie fu, а в оставшихся — «Thank You!!» (с англ. — «спасибо!!») группы Home Made Kazoku.
| 1 | День, когда я стал синигами «Shinigami ni nacchatta hi» (死神になっちゃった日)                   | 5 октября 2004 г.  | 21 декабря 2010 г. |
| Ичиго Куросаки — пятнадцатилетний школьник, который может видеть духов. Однажды он старается защитить девочку-привидение от агрессивного злого духа («пустого») и встречает черноволосую девушку по имени Рукия. Ичиго узнает о существовании мира синигами, которые патрулируют мир и защищают людей от пустых. Рукия начинает объяснять цели и задачи синигами. Пустой возвращается и нападает на сестру Ичиго Юдзу Куросаки, Рукия ранена и вынуждена передать Ичиго часть своих сил — духовную энергию. Ичиго сам становится синигами. |                                                                                                  |                    |                    |
| 2 | Работа для синигами «Shinigami no oshigoto» (死神のお仕事)                                       | 12 октября 2004 г. | 22 декабря 2010 г. |
| Ичиго встречает Рукия в собственной школе и узнает, что та полностью потеряла духовную энергию и не может сражаться. Рукия просит Ичиго выполнять за неё работу синигами и изгонять пустых, пока она не восстановит силы. Поначалу Ичиго отказывается. |                                                                                                  |                    |                    |
| 3 | Желание брата, желание сестры «Ani no omoi, imōto no omoi» (兄の想い、妹の想い)                  | 19 октября 2004 г. | 23 декабря 2010 г. |
| За одноклассницей Ичиго Орихимэ Иноуэ охотится её брат Сора, умерший и ставший пустым. Ичиго вступает в битву, спасая свою подругу. В конце концов Сора приходит в себя и добровольно соглашается на смерть от меча синигами. Теперь его душа очистится и попадет в «рай» — Общество душ. Ичиго принимает предложение Рукии и соглашается работать в качестве её заместителя. |                                                                                                  |                    |                    |
| 4 | Проклятый попугай «Noroi no inko» (呪いのインコ)                                                 | 26 октября 2004 г. | 24 декабря 2010 г. |
| Друг Ичиго Чад находит милого попугая, который по непонятной причине проклят и приносит несчастья своим владельцам. Выясняется, что в попугайчике живет душа маленького мальчика, за которым охотится пустой. Пустой ранее нападал на хозяев клетки и теперь нападает на Чада, не способного видеть духов, но тот успешно отражает атаки с помощью Рукии. |                                                                                                  |                    |                    |
| 5 | Победи невидимого врага! «Mienai teki o nagure!» (見えない敵を殴れ!)                             | 2 ноября 2004 г.   |                    |
| Чад и Рукия сражаются с пустым до тех пор, пока не появляется Ичиго. Он отправляет душу пустого в ад с помощью меча. Душа мальчика, жившая в теле попугая, свободна и может уйти в Общество душ. |                                                                                                  |                    |                    |
| 6 | Битва! Ичиго vs Ичиго «Shitō! Ichigo vs Ichigo» (死闘！一護VSイチゴ)                             | 9 ноября 2004 г.   |                    |
| Чтобы сражаться с пустыми, Ичиго каждый раз приходится покидать собственное тело. Он не может сделать этого без помощи Рукии, тогда та решает купить конфетки для синигами (аналог Pez), чтобы Ичиго мог легко менять форму: нужно проглотить конфетку и тело, покинутое душой человека, заполняется искусственной душой. Тело может двигаться, разговаривать, ходить в школу и, в целом, ведет себя совершенно естественно, по сути являясь полноценным человеком. Рукия посещает в магазин товаров для синигами, которым владеет эксцентричный Кискэ Урахара, однако вследствие ошибки вместо нужных конфеток ей продали экспериментальную душу-подмену, созданную в Обществе душ для сражения с пустыми. Подмена не предназначена для утилитарных функций, она отбирает тело у Ичиго и существенно портит его репутацию среди одноклассников. |                                                                                                  |                    |                    |
| 7 | Привет от мягкой игрушки «Nuigurumi kara KONnichiwa» (ぬいぐるみからコンにちは)                  | 16 ноября 2004 г.  |                    |
| Ичиго сражается с душой-подменой. Он узнает, что подмены создавались в Обществе душ в огромном количестве, а потом, когда эксперимент сочли неудачным, были практически все уничтожены. Ичиго столкнулся с единственной выжившей душой. Посреди боя появляется Кискэ Урахара, чтобы вернуть назад «бракованный товар». Однако Ичиго сам забирает душу, помещает внутрь плюшевого льва и нарекает Коном. Между тем, из Общества душ посылают синигами, чтобы вернуть Рукию домой. |                                                                                                  |                    |                    |
| 8 | 17 июня, воспоминания под дождём «Rokugatsu jūnananichi, ame no kioku» (6月17日、雨の記憶)       | 23 ноября 2004 г.  |                    |
| Каждый год 17 июня семья Куросаки посещает могилу умершей Масаки Куросаки, матери Ичиго. Из Общества душ спускается синигами, посланный за Рукией — она нарушила закон Общества душ, отдав человеку силы. Рукия же не может вернуться, так как лишилась духовной энергии. Пустой по кличке Гранд Фишер (яп. グランドフィッシャー гурандо фисся:, англ. Grand Fisher — «великий рыбак»). нападает на Карин и Юдзу. |                                                                                                  |                    |                    |
| 9 | Непобедимый враг «Taosenai teki» (倒せない敵)                                                    | 30 ноября 2004 г.  |                    |
| Ичиго сражается с Гранд Фишером и узнает, что именно этот пустой в своё время убил Масаки. Ичиго удается победить Фишера, но не убить. Прибывший синигами наблюдает за схваткой и не рискует вступать в сражение с таким противником, как Ичиго, поэтому отправляется назад, в Общество душ. |                                                                                                  |                    |                    |
| 10 | Начало вторжения в священные земли «Burari reiba totsugeki no tabi!» (ぶらり霊場突撃の旅!)       | 7 декабря 2004 г.  |                    |
| Популярный медиум Дон Канондзи во время показательного изгнания привидений превращает духа в пустого. Ичиго побеждает разъяренного пустого и объясняет горе-медиуму, что тот всё это время превращал привидений в пустых. Дон Канондзи гордо объявляет Ичиго своим новым и лучшим учеником. |                                                                                                  |                    |                    |
| 11 | Легендарный куинси «Densetsu no Kuinshi» (伝説のクインシー)                                      | 14 декабря 2004 г. |                    |
| Во время очередного сражения с пустым Ичиго знакомится с Урю Исидой, принадлежащему к враждебному для синигами клану куинси. Исида предлагает устроить соревнование на силу и выносливость: выигрывает тот, кто за определённое время убьет больше пустых. |                                                                                                  |                    |                    |
| 12 | Благородная правая рука «Yasashii migiude» (やさしい右腕)                                        | 21 декабря 2004 г. |                    |
| Противоборство между Исидой и Ичиго привлекло в город сотни пустых, которых притягивает духовная энергия. Одноклассники Ичиго в опасности. Чад выручает Карин Куросаки, причем во время битвы он, в конце концов, начинает полностью видеть пустого и получает новую способность: бронированную правую руку, стреляющую лучами духовной энергии. |                                                                                                  |                    |                    |
| 13 | Цветок и пустой «Hana to horo» (花とホロウ)                                                      | 28 декабря 2004 г. |                    |
| Ситуация становится всё опаснее и опаснее, так как всё больше пустых проникают в земной мир и атакуют школу, где находится Орихимэ Иноуэ. Спасая подругу Арисаву Тацуки, Орихимэ пробуждает собственные силы и вызывает из заколок духов Сюн Сюн Рикка. |                                                                                                  |                    |                    |
| 14 | Непрерывная смертельная схватка! «Senaka awase no shitō!» (背中合わせの死闘!)                    | 11 января 2005 г.  |                    |
| Бесчисленное множество пустых вынуждают Ичиго и Исиду бросить соревнование и объединить усилия. Небеса разрываются и появляется огромный Менос Гранде. Ичиго сильно ранит его и вынуждает отступить, однако, теряет контроль над духовной энергией. На помощь приходит Исида, который помогает выпустить лишнюю энергию с помощью лука (он наступает на меч Ичиго, тянет его энергию и начинает стрелять в воздух). |                                                                                                  |                    |                    |
| 15 | Великий план Кона «Kon no UHAUHA daisakusen» (コンのウハウハ大作戦)                              | 18 января 2005 г.  |                    |
| Кон чувствует себя недооценённым, поэтому сбегает от Ичиго в поисках лучшего владельца. Лучшего владельца найти не удаётся — напротив, он терпит одни мучения. Ичиго хочет подружиться с Исидой, но безуспешно. Рукия замечает, что сильно привязалась к людям и испытывает внутренний дискомфорт. Она понимает, что за ней вскоре пришлют из Общества душ, и боится, как бы Ичиго не оказался в опасности. Поэтому Рукия сбегает, решив в одиночку справиться с преследователями. |                                                                                                  |                    |                    |
| 16 | Встречайте: Абарай Рэндзи! «Abarai Renji, misan!» (阿散井恋次、見参!)                            | 25 января 2005 г.  |                    |
| За Рукией присланы синигами: капитан Бякуя Кутики (сводный брат Рукии и глава клана Кутики, который принял Рукию в клан) и лейтенант Рэндзи Абарай. Ичиго сражается с Рэндзи. Тот не только более опытен, но и знает имя своего меча, поэтому имеет большое преимущество в битве. Ичиго впервые слышит, что у мечей синигами есть имена и что знание имени многократно усиливает в бою, позволяя пробуждать меч (т. н. сика́й). |                                                                                                  |                    |                    |
| 17 | Ичиго умирает! «Ichigo, shisu!» (一護、死す!)                                                    | 1 февраля 2005 г.  |                    |
| Ичиго впадает с состояние берсеркера и повергает Рэндзи, но в битву вступает капитан Бякуя Кутики. Бякуя одним ударом перекрывает потоки духовной энергии в теле Ичиго. Рукию забирают в Общество душ, а Ичиго оставлен на земле умирать. Очень кстати появляется Кискэ Урахара, который оказывает медицинскую помощь и объясняет, что Рукию ждет смертная казнь. Урахара обещает помочь в спасении Рукии, однако, сначала Ичиго должен восстановить силы синигами. |                                                                                                  |                    |                    |
| 18 | Возвращение утраченного! Силы синигами «Torimodose! Shinigami no chikara!» (取り戻せ! 死神の力!) | 8 февраля 2005 г.  |                    |
| Ичиго неприятно удивлен тем фактом, что никто из одноклассников, кроме Чада и Орихимэ, не помнит Рукию — им стёрли память. Он начинает тренировки в магазине Урахары и для начала сражается с девочкой Уруру, чтобы восстановить контроль над телом. Затем ему разрубают Цепь судьбы (фактически, убивают) и бросают в огромную яму. Урахара говорит, что либо Ичиго восстановит силы синигами в течение 72-х часов, либо превратится в пустого. Тем временем, говорящий кот Ёруйти Сихоин предлагает помочь Орихимэ и Чаду, чтобы они разобрались в своих способностях и могли последовать за Ичиго в Общество душ. |                                                                                                  |                    |                    |
| 19 | Ичиго становится пустым! «Ichigo, horo ni ochiru!» (一護、ホロウに墜ちる!)                       | 15 февраля 2005 г. |                    |
| В Обществе душ передвинули дату казни Рукии, теперь ей осталось жить лишь 25 дней. Ичиго по-прежнему находится в яме, сражаясь с агонией смерти. Он постепенно превращается в пустого. Когда трансформация почти завершилась, герой попадает в собственное сознание и лицом к лицу встречается с духом своего меча Дзангэцу. Дзангэцу помогает Ичиго пробудить способности синигами, с которыми тот был рождён. Ичиго проводит остаток времени, сражаясь с Урахарой. |                                                                                                  |                    |                    |
| 20 | Тень Ичимару Гина «Ichimaru Gin no kage» (市丸ギンの影)                                          | 22 февраля 2005 г. |                    |
| Во время боя с Урахарой Ичиго узнает имя своего меча (Дзангэцу), а также учится им управлять. Орихимэ и Чад заканчивают тренировку с Ёруйти и готовы к отбытию. Вся группа, включая Исиду Урю, попадают в Общество душ через врата, сделанные Урахарой и Ёруйти. |                                                                                                  |                    |                    |

### Сезон 2 (2005)
«Сообщество душ: проникновение» (яп. 尸魂界・潜入篇 Soul Society Sennyū Hen) — вторая сюжетная арка Bleach, основанная на томах манги с 9 по 14. В Японии она была показана в марте—июле 2005 года на телеканале TV Tokyo, а в США на каналах Bionix и Adult Swim. По сюжету Ичиго с друзьями отправляется в Общество душ, чтобы спасти Рукию, которая приговорена к смертной казни. В опенинге аниме было использовано две музыкальные темы: сингл «*~Asterisk~» (с англ. — «звёздочка») группы Orange Range в первых пяти сериях, «D-tecnoLife» от UVERworld в остальных. В качестве закрывающей композиции играет «Thank You!!» Home Made Kazoku (до 25 серии включительно), затем песня «Хокибоси» (яп. ほうき星, букв. «падающая звезда») Юнны, а с 39 серии — «Happy People» (с англ. — «счастливые люди») группы Skoop on Somebody.
| 21 | Войдите! Мир синигами «Totsunyu! Shinigami no sekai» (突入！死神の世界)                           | 1 марта 2005 г.   |
| Ичиго с друзьями прорывается в Руконгай, пригород Сообщества душ. Путь в Сообщество душ преграждает огромный синигами - страж Врат Белого Пути Дзиданбо, бьющий двумя огромными топорами, 300 лет не знающий поражений. Пять дней упорных тренировок с Урахарой позволили Ичиго лучше контролировать свою силу, что оказалось достаточным для победы над Дзиданбо. Потрясенный Дзиданбо открывает перед Ичиго Врата Белого Пути, однако Ичиго не везет, так как далее его встречает сам капитан 3 отряда Ичимару Гин. |                                                                                                   |                   |
| 22 | Человек, ненавидевший синигами «Shinigami o nikumu otoko» (死神を憎む男)                          | 8 марта 2005 г.   |
| Ичимару Гин одним ударом выбивает Ичиго за пределы Сообщества душ, при этом Ичиго спасает Дзиданбо от неминуемой смерти от сикая Гина. Души, жители Руконгая, приветствуют Ичиго и его друзей, поскольку Дзиданбо пользуется у них уважением за свою простоту и доброту. Садо встречает Сибату, мальчика из попугая, которого он спас от пустого, тот до сих пор не может найти свою маму и живет в приемной семье. Садо хочет понять, зачем у него появилась сила и во имя чего её использовать, поэтому он пошел за Ичиго в Общество Душ. После стычки с Гином Ёруити предлагает найти другой путь в Сообщество душ, и пытается выйти на Сибу Кукаку, которая может отправить их по воздуху. В разгар обсуждения появляется Гандзю, лидер местной группировки душ, ненавидящих синигами. Между ним и Ичиго начинается драка, которая так же неожиданно прекращается, как и начинается. |                                                                                                   |                   |
| 23 | 14 дней до казни Рукии «Rukia shokei, juyokka mae» (ルキア処刑、14日前)                           | 15 марта 2005 г.  |
| Пока Ичиго с друзьями ищет Сибу Кукаку казнь Рукии переносят, до казни остается 14 дней, и её переводят в Башню Раскаяния в камеру с видом на место будущей казни — Двойной Терминус. Сиба Кукаку, лучший пиротехник Руконгая, оказывается женщиной с сильной духовной энергией, а Гандзю — её младшим братом. Лейтенант 6 отряда Рэндзи Абараи сумел сказать Рукии о том, что Ичиго пришел за ней, что вывело Рукию из душевного равновесия, она уже не может смириться с мыслью о скорой смерти. Несмотря на недоверие к синигами, Сиба соглашается помочь Ичиго и компании проникнуть в Сообщество душ по воздуху из-за хорошего отношения к Урахаре. Капитан 5 отряда Айдзэн спрашивает Рэндзи Абараи о справедливости быстрой казни Рукии и намекает на чью-то волю в её смерти. Этот разговор слышит капитан 3 отряда Ичимару Гин. |                                                                                                   |                   |
| 24 | Созыв! 13 отряд «Kesshu! Gotei jusantai» (結集！護廷13隊)                                         | 22 марта 2005 г.  |
| Сиба Кукаку предлагает преодолеть барьер Кровавого Камня, окружающий Сообщество душ и отражающий любую духовную силу, по воздуху при помощи пушки Кукаку и духовных шаров. Для того, чтобы из духовного шара создать барьер, необходимо хорошо контролировать свою духовную силу. Выясняется, что Ичиго в полной мере этого делать не может и он вынужден учиться этому у Гандзю, хотя тот этому не рад, так как старший брат-синигами погиб от рук другого синигами. На собрании лейтенантов лейтенант 5 отряда Хинамори обеспокоена изменениями в поведении своего капитана — Айдзэна Соскэ, лейтенант Абараи успокаивает её, хотя сам встревожен разговором с Айдзэном и его подозрениями существования заговора внутри Общества Душ. Ичиго говорит Гандзю о том, что хочет спасти Рукию, вернув тем самым ей долг за спасение его семьи, и Гандзю помогает Ичиго справиться с духовным шаром. На собрании капитанов Ичимару Гин ведет себя дерзко, не объясняет, почему отпустил Ичиго, вызывая споры и обвинения капитанов. В разгар собрания капитанов, как раз когда капитан Айдзэн хотел в чем-то обвинить Гина, раздается тревога. Появление Ичиго в Сообществе душ чувствует Рукия. |                                                                                                   |                   |
| 25 | Проникнуть в центр с помощью огромной бомбы? «Kyodai houdan de chuo toppa?» (巨大砲弾で中央突破?) | 29 марта 2005 г.  |
| Сиба Кукаку запускает шар из своего орудия. Гандзю отправляется вместе с Ичиго в надежде узнать, почему его старший брат до конца верил в синигами даже после смертельной раны от их руки. Из-за тревоги после появления шара с командой Ичиго, Собрание капитанов Готэй 13 прекращается. В присутствии капитана 10 отряда Хицугаи Тосиро капитан Айдзэн обвиняет Ичимару Гина в предательстве, измене и заговоре против Общества Душ. Командующий Готэй 13 капитан 1-го отряда Ямамото Гэнрюсай Сигэкуни обещает наказать Ичимару Гина, когда с вторжением будет покончено. При столкновении с барьером шар рассыпается, и друзей разбрасывает в разные стороны. Капитан 11 отряда Дзараки Кэмпати первым бросается искать рёка (вторженцев). Он жаждет битвы с сильнейшим из них, то есть с Ичиго. |                                                                                                   |                   |
| 26 | Формирование! Неудачная встреча «Kessei! Saiaku no taggu» (結成! 最悪のタッグ)                    | 5 апреля 2005 г.  |
| Ичиго и Гандзю приземляются вместе. Им не повезло, так как их встречают 3-й и 5-й офицеры сильнейшего 11-го отряда - Мадараме Иккаку и Аясегава Юмитика. Ичиго начинает тяжелую битву с Иккаку, а Гандзю бежит от Юмитики, так как он понял разницу в силах. Во время битвы Ичиго называет Урахару Киске своим тренером, чем приводит Иккаку в изумление. Очевидно, что Урахара ранее был капитаном. Иккаку становится серьёзнее и готовится сражаться на полную силу. С помощью запасного ядра Сибы Кукаку Гандзю удается оторваться от Юмитики, в то время как битва Иккаку и Ичиго достигает своего апогея. |                                                                                                   |                   |
| 27 | Высвободи смертельный удар! «Hissatsu no ichigeki o hanate!» (必殺の一撃を放て!)                  | 12 апреля 2005 г. |
| Ичиго побеждает Иккаку, высвободив силу и нанеся мощный удар, при этом зампакто Иккаку ломается. Юмитика по-прежнем преследует Гандзю, а Исида и Иноуэ убегают от целой толпы синигами. Ичиго лечит Иккаку его же мазью. Иккаку удивляется великодушию Ичиго и его желанию спасти Рукию. Он рассказывает, как добраться до Башни Раскаяния, но предупреждает, что его ищет сильнейший по прямой силе капитан 11-го отряда Дзараки Кэмпати. Ичиго должен быть готов к схватке с Кэмпати. |                                                                                                   |                   |
| 28 | Цель — Орихимэ «Nerawareta Orihime» (狙われた織姫)                                                | 19 апреля 2005 г. |
| Юмитика недооценил Гандзю и проиграл ему. Капитан 12 отряда Куроцути Маюри пытается поймать вторженцев живыми, чтобы провести над ними опыты. Исида и Иноуэ столкнулись с 4-м офицером 7-го отряда Дзиробу Икканзакой (братом Дзидамбо), который использует нечестные приемы и атакует более слабую Иноуэ. Исида готов биться с такими синигами серьёзно и на пределе сил. |                                                                                                   |                   |
| 29 | Прорыв! В окружении синигами «Toppaseyo! Shinigami hōimō» (突破せよ! 死神包囲網)                  | 26 апреля 2005 г. |
| Тренировки помогли Исиде, он одерживает победу над Дзиробу Икканзакой, блокировав центры его духовной энергии. Ичиго и Гандзю продолжают сражаться с целыми толпами синигами. К ним попадает слабый на вид синигами Ханатаро из 4-го медицинского отряда, который тайно сочувствует Рукии. Капитан Дзараки Кэмпати спасает Иккаку от расправы капитана Куроцути, Иккаку рассказывает Дзараки об Ичиго и о его духовной силе. Ханатаро предложил провести Ичиго и Гандзю к Башне Раскаяния. |                                                                                                   |                   |
| 30 | Столкновение с Рэндзи «Tachihadakaru Renji» (立ちはだかる恋次)                                    | 3 мая 2005 г.     |
| Ханатаро ведет Ичиго и Гандзю через канализацию. Ханатаро убирал в камере Рукии, и она ему рассказала о своих переживаниях в реальном мире. Ханатаро просит Ичиго спасти Рукию. В это время сильнейший 11-й отряд практически весь выведен из строя. Ситуация обостряется. Ичиго выходит к башне, но там его встречает лейтенант 6-го отряда Абараи Рэндзи, который догадался о цели вторжения Ичиго. В реальном мире силу лейтенантов и капитанов ограничивают в пять раз. Теперь Рэндзи сражается в полную силу. Начинается смертельная схватка. |                                                                                                   |                   |
| 31 | Жажда убийства «Kiru tame no kakugo» (斬る為の覚悟)                                               | 10 мая 2005 г.    |
| В бою с Рэндзи Ичиго вспоминает главный урок Урахары - в сражении должна быть решимость клинка уничтожить врага и защитить близких людей любой ценой. В критической ситуации Ичиго находит в себе силы и решимость нанести сокрушительный удар. Абараи Рэндзи схватку проиграл. |                                                                                                   |                   |
| 32 | Звезды и одиночество «Hoshi to norainu» (星と野良犬)                                              | 17 мая 2005 г.    |
| Рэндзи вспоминает прошлое: своё детство и многолетнюю дружбу с Рукией. Они выросли в 78-м районе Руконгая - Инузури (одном их худших) и выжили, однако потеряли своих друзей. После этого Рэндзи и Рукия решили стать синигами. Им пришлось непросто среди отпрысков потомственных синигами. Рукию принимают в благородный клан Кучики, но Рэндзи не смог понять её чувств и отошел от неё. Рэндзи стремится превзойти капитана Кучики и умоляет Ичиго спасти Рукию. |                                                                                                   |                   |
| 33 | Чудо! Удивительный новый герой «Kiseki! Nazo no shinhīrō» (奇跡！謎の新ヒーロー)                  | 26 мая 2005 г.    |
| В Каракуре Дон Канондзи вместе с Куросаки Юдзу и Карин, Уруру и Дзинтой смогли спасти душу маленького котенка, погибшего на глазах Юдзу, от сильного пустого. Котенок был похож на Ичиго и тоже обладал силой. |                                                                                                   |                   |
| 34 | Трагедия на рассвете «Yoake no sangeki» (夜明けの惨劇)                                            | 1 июня 2005 г.    |
| Ханатаро лечит Ичиго, в то время как капитан Кучики приказывает поместить лейтенанта Абараи за одиночное сражение в камеру. Капитан Хицугая предупреждает Хинамори о заговоре и просит держаться подальше от капитана 3-го отряда Ичимару Гина, хотя тот и вызвал медиков для Рэндзи. После поражения Рэндзи Ямамото собирает капитанов и объявляет чрезвычайное военное положение — постоянное ношение дзанпакто капитанами, лейтенантами и старшими офицерами. Проступок Гина остается без внимания, и капитан Айдзэн усиливает подозрения против Гина в его причастности к происходящим беспорядкам. На собрании капитан Кучики требует отставки Абараи Рэндзи, но Совет капитанов не поддерживает его. Ханатаро высняет, что от смертельного удара Рэндзи Ичиго спасла маска пустого, непонятно как оказавшаяся у Ичиго. Хинамори беспокоится за своего капитана, и не зря — утром капитан Айдзэн был убит. Кем — неизвестно. |                                                                                                   |                   |
| 35 | Айдзэн убит! Нарастает тьма «Aizen ansatsu! Shinobiyoru yami» (藍染暗殺！忍び寄る闇)              | 7 июня 2005 г.    |
| Обезумевшая Хинамори атакует оказавшегося рядом капитана Гина и вынуждена сражаться с его лейтенантом Кирой Идзуру. Оба отправляются за решетку после вмешательства Хицугаи, который также уверен в том, что Ичимару Гин убил Айдзэна, а теперь охотится на Хинамори. Садо прорывается сквозь большие отряды синигами, при этом Ичиго способен чувствовать духовную силу Садо, так как они давно уже были связаны между собой. Садо и Ичиго не везет. Против Садо выступает капитан 8-го отряда Сюнсуй Кёраку, а против Ичиго - капитан 11-го отряда Дзараки Кэмпати, который сумел подавить Ичиго лишь одной духовной силой. |                                                                                                   |                   |
| 36 | Дзараки Кэмпати приближается! «Zaraki Kenpachi semaru!» (更木剣八、迫る!)                         | 14 июня 2005 г.   |
| Лейтенант 10-го отряда Рангику Мацумото передает арестованной Хинамори последнее письмо Айдзэна, в котором предчувствующий свою гибель капитан делится со своим лейтенантом подозрениями о заговоре в Обществе Душ. Тем временем начинается сражение Ичиго с Кэмпати. Не в состоянии даже рядом находиться с Дзараки Кэмпати, Гандзю и Ханатаро отправляются за Рукией, в то время как Ичиго готовится к битве, возможно, последней. Ичиго не может даже ранить Кэмпати прямым ударом, настолько капитан Дзараки сильнее. |                                                                                                   |                   |
| 37 | Причина для сражения «Ken no riyuu» (拳の理由)                                                    | 21 июня 2005 г.   |
| Садо сталкивается с капитаном 8 отряда Кёраку Шунсуем. Кёраку не любит сражений и предлагает Садо отступить, но тот отказывается. Завязывается битва. Превосходство Кёраку очевидно. Дед Садо учил его сражаться ради других людей и защищать тех, кто слабее, поэтому Садо обещал Ичиго сражаться за него. При воспоминании об этом Садо провел очень мощную атаку, но Кёраку победил его. |                                                                                                   |                   |
| 38 | Отчаяние! Сломанный Дзангэцу «Zettaizetsumei! Orareta Zangetsu» (絶対絶命! 折られた斬月)          | 28 июня 2005 г.   |
| Капитан Кёраку не позволяет своему лейтенанту Нанао добить Садо. Ичиго чувствует слабую жизненную силу Садо и понимает, что если он проиграет, то все его друзья погибнут. Это придает ему силы и решимости, и Ичиго ранит Кэмпати. Капитан Дзараки очень рад этому и готов наслаждаться смертельной битвой. Капитан 4 отряда Унохана подтверждает гибель Айдзэна Соскэ. В сражении Ичиго узнает, что у Дзараки нет сикая и его меч никогда не развоплощается, Кэмпати всегда сражается в одиночку, без помощи своего меча. Это поражает Ичиго, он теряет концентрацию и получает смертельную рану. Его дзанпакто ломается. |                                                                                                   |                   |
| 39 | Бессмертный «Fujimi no otoko» (不死身の男)                                                        | 5 июля 2005 г.    |
| Внутри своей души Ичиго смог при помощи Дзангэцу в сражении с пустым вернуть контроль над своим духовным мечом. Это придает ему новые силы, и в решающей схватке с Дзараки Кэмпати Ичиго уже использует не только свои силы, но и силы своего меча. Кэмпати вынужден сражаться в полную силу, он срывает поглощающую духовную силу повязку со своего правого глаза и высвобождает всю свою энергию. Все решает один удар, который выводит из строя обоих. |                                                                                                   |                   |
| 40 | Синигами, которого встретил Гандзю «Ganju no mita shinigami» (岩鷲の見た死神)                     | 12 июля 2005 г.   |
| Дзараки проиграл, его меч сломан. Ёруити спасает Ичиго. Ятиру и Дзараки вспоминают прошлое, у них не было имен, и вышли они из худших районов Руконгая — Кусадзиси (79-й) и Дзараки (80-й). Кэмпати хочет стать ещё сильнее, но имени своего меча узнать не может. Гандзю и Ханатаро прорываются к Рукии, но Гандзю узнает Рукию — это та синигами, которая убила его брата. Рукия не отрицает этого. Внезапно появляется Кучики Бякуя. Оба, даже Гандзю, готовы к безнадежной схватке с ним. |                                                                                                   |                   |
| 41 | Воссоединение, Ичиго и Рукиа «Saikai, Ichigo to Rukia» (再会、一護とルキア)                       | 19 июля 2005 г.   |
| От смертельного удара Ичиго вновь спасает маска пустого. Ёруити оказывается женщиной-синигами. Ичиго рвется на помощь Ханатаро и Гандзю, несмотря на раны. При помощи Сэнбондзакуры Кучики Бякуя тяжело ранит Гандзю, от убийства его останавливает капитан 13-го отряда Укитакэ. Ичиго сражается с Кучики на равных, видит его сюмпо - мгновенный шаг. От Сэнбондзакуры Бякуи Ичиго спасает неожиданно появившаяся Ёруити. |                                                                                                   |                   |

### Сезон 3 (2005—2006)
«Сообщество душ: спасение» (яп. 尸魂界 救出篇 Soul Society Kyushutsu Hen) — третья сюжетная арка аниме Bleach, охватывающая тома с 15 по 20 и состоящая из двадцати двух серий. В Японии эта арка транслировалась с июля 2005 года по январь 2006 года на канале TV Tokyo. Сюжет является прямым продолжением предыдущего сезона. При создании серий было использовано две открывающих и две закрывающих композиции. В качестве опенинга до 10 серии влючительно играет «D-tecnoLife» от UVERworld, а затем «Ichirin no Hana» группы HIGH and MIGHTY COLOR. Во время финального ролика поёт Skoop on Somebody («Happy People»), а с 52 серии — Юи с песней «Life» (с англ. — «жизнь»).
| 42 | Ёруити, богиня скорости, танцует! «Shunshin Yoruichi, mau!» (瞬神夜一、舞う!)                                                                       | 26 июля 2005 г.     |
| Ёруити Сихоин, богиня скорости, бывший капитан 2 отряда, на 100 лет исчезнувшая из Сообщества душ вновь спасает Ичиго, она превосходит в сюмпо капитана Кучики и обещает ему сделать Ичиго сильнее его всего за 3 дня. Капитан Укитакэ спасает Гандзю от гибели. Капитан 12 отряда Куроцути Маюри взял след Иноуэ и Исиды. Ёруити начинает готовить Ичиго к овладению Банкаем, второму воплощению духовного меча. На это уходят годы, Ёруити обещает научить за 3 дня. | |                     |
| 43 | Презренный синигами «Hiretsu na shinigami» (卑劣な死神)                                                                                             | 2 августа 2005 г.   |
| Капитан Куроцути наконец то нападает на Иноуэ и Исиду, при этом жертвуя своими подчинёнными, которых за людей и ни считает. Ему нужен исследовательский материал и он обращает внимание на Иноуэ (квинси его не интересуют). Ионуе спасает синигами из 11 отряда Арамаки Макизо, Исида же прикрывает его бегство нападая на Маюри, Куроцути подставляет под удар своего лейтенанта Куроцути Нему, чтобы ударить и парализовать Исиду. При этом избивает её. Выясняется, что это Маюри похитил, исследовал и убил дедушку и учителя Урю - Исиду Сокэна. Исида приходит в ярость и клянется гордостью квинси, что убьет капитана Маюри. | |                     |
| 44 | Предельная мощь Исиды! «Ishida, kyokugen no chikara!» (石田、極限の力!)                                                                             | 9 августа 2005 г.   |
| Сражаясь, Исида мстит за сэнсэя, он сражается за Гордость квинси. Это поединок на смерть. Чтобы справиться с банкаем Маюри, Исида ломает свою перчатку квинси - Санрейшито. Высвобожденная сила позволяет мощно выстрелить по капитану Куроцути, превращая его в жидкое состояние. Маюри бежит, цена победы для Исиды — потеря силы квинси. На пути Исиды встает капитан 9 отряда Тосэн, силы сражаться с ним у Исиды уже нет. | |                     |
| 45 | Выйди за рамки! «Genkai o koero!» (限界を越えろ!)                                                                                                   | 16 августа 2005 г.  |
| Ичиго постигает свой банкай. Ёруити помогает материализовать Дзангэцу и в течение 3 дней Ичиго должен либо подчинить своей воле Дзангэцу, либо умереть. Из множества мечей Ичиго должен найти настоящий, постоянно сражаясь с Дзангэцу, только им он сможет его подчинить. Тем временем был арестован Ханатаро, Рэндзи бежит из тюрьмы, а Киру из заключения вызволяет Ичимару Гин. Иноуэ оказывается в 11 отряде, а Садо, Гандзю, Исида в темнице. | |                     |
| 46 | Настоящие рекорды! Школа синигами «Jitsuroku! Shinigami no gakkō» (実録! 死神の学校)                                                                | 23 августа 2005 г.  |
| Сбежавшие из камер лейтенанты Рэндзи, Кира и Хинамори вспоминают своё общее прошлое, учебу в академии, как вместе учились и дружили. Кира и Хинамори сильны в кидо, в отличие от Рэндзи. Зато Рэндзи сильнее в битве на мечах. Во время учебной тренировки появились огромные пустые, от неминуемой смерти всех троих, а также Хисаги Сюхея, спас капитан Айдзэн и его лейтенант в то время Ичимару Гин. | |                     |
| 47 | Мстители «Adautsu monotachi» (仇討つ者たち) | 30 августа 2005 г.  |
| В письме Айдзэна было указано, что его мог убить капитан 10 отряда Хицугая, давний друг Хинамори. Кроме того, сказано, что настоящая цель казни Рукии - похищение Сокёку лезвие с силой миллиона дзанпакто, которым должны казнить Рукию и уничтожение Общества Душ. За всем стоит Хицугая. Обезумевшая Хинамори нападает на Хицугаю, который к тому же исполняет обязанности капитана 5 отряда. Ичимару Гин наблюдает за поединком. Хицугая уверен, что письмо подделал Ичимару, чтобы столкнуть его с Хинамори. Начинается его жестокая битва с Гином. | |                     |
| 48 | Крик Хицугаи! «Hitsugaya, hoeru!» (日番谷、吼える!)                                                                                                 | 6 сентября 2005 г.  |
| Сражение Хицугаи и Ичимару прекращается с появлением лейтенанта Мацумото, однокашницы Гина. Казнь Рукии все время приближают и в конце концов остается только один день. Ичиго продолжает тренироваться, очень быстро приближаясь к постижению Банкая, но ему не хватает времени. Рэндзи находит Ичиго и сообщает ему о переносе казни Рукии. Рэндзи также хочет достичь Банкая для спасения Рукии. У Ичиго есть всего один день, чтобы овладеть Банкаем. | |                     |
| 49 | Кошмар Рукии «Rukia no akumu» (ルキアの悪夢) | 13 сентября 2005 г. |
| Рукии перед казнью снится сон о прошлом, о гибели лейтенанта её 13 отряда Сибы Кайена, к которому она была неравнодушна с момента прибытия своего в отряд. Кайена убила Кучики в соответствии с его желанием, после того как в него вселился пустой, убивший его жену. Рукия не может себе этого простить. В то же время Кучики Бякуя несмотря на просьбы капитана Укитакэ просить помилование, готов исполнить приказ о казни сестры. | |                     |
| 50 | Воскрешающий лев «Yomigaeru shishi» (よみがえる獅子)                                                                                                | 20 сентября 2005 г. |
| В то время как Ичиго постигает Банкай в Каракуре Дон Каннондзи, Карин, Юдзу, Дзинта и Уруру спасают Кона от пустого. Дон Канондзи пытается этим поднять свои рейтинги. | |                     |
| 51 | Утро казни «Shokei no asa» (処刑の朝) | 27 сентября 2005 г. |
| Рукию выводят на казнь. Дзараки при помощи Иноуэ хочет снова найти Ичиго для сражения с ним. Дзараки освобождает из тюрьмы Исиду, Садо и Гандзю, высказывая неповиновение руководству Общества Душ. Само Общество Душ раскололось: капитан 10 отряда и временно 5 отряда Хицугая подозревает капитана 3 отряда в смерти капитана Айдзена. Капитаны 8 и 13 отрядов поддерживают опасения Хицугаи насчет капитана 3 отряда и его планов по уничтожению Сообщества душ. Капитан 11 отряда Дзараки также фактически поднял мятеж. 1,2,4,6,7,9 отряды поддерживают казнь Рукии. 12 отряд фактически не участвует в разрешении кризиса, так как его капитан Куроцути ещё не восстановился после битвы с Исидой. Капитан 7 отряда Комамура и капитан 9 отряда Тосэн атаковали капитана 11 отряда Дзараки обвинив его в измене Обществу Душ. Общество Душ охватывает хаос. | |                     |
| 52 | Рэндзи, нерушимая клятва! Смертельная схватка с Бякуей «Renji, tamashii no chikai! Byakuya to no shitō» (恋次、魂の誓い! 白哉との死闘)              | 4 октября 2005 г.   |
| Ичиго продолжает попытки постигнуть Банкай. Рэндзи пытается сам освободить Рукию, но наталкивается на капитана Кучики. С ним он сразиться мечтал давно. Бякуя удивлен Банкаем Рэндзи. Рэндзи ещё не освоил свой Банкай и Бькуя, используя свой Банкай, побеждает Рэндзи, несмотря на его отчаянное желание спасти Рукию. | |                     |
| 53 | Искушение Гина Ичимару, пошатнувшееся спокойствие «Gin Ichimaru no yūwaku, kuzusareta kakugo» (市丸ギンの誘惑、崩された覚悟)                        | 4 октября 2005 г.   |
| Ичимару издевается над идущей на казнь Рукией, дав ей возможность поверить в спасение. Комамура и Тосэн продолжают сражаться с Дзараки. Тосэн использует свой Банкай, обездвижев Кэмпати. Капитан Унохана спасает Рэндзи. Дзараки побеждает Тосэна, положившись на свои инстинкты. Комамура спасет Тосэна от смерти и также использует Банкай. В это время начинается казнь Рукии. | |                     |
| 54 | Исполненная клятва! Возвращение Рукии! «Hatasareru chikai! Rukia dakkan naru ka!» (果たされる誓い! ルキア奪還なるか)                                | 18 октября 2005 г.  |
| Капитаны Укитакэ и Кёраку пытаются спасти Рукию, запечатав Сокиоку. Ичиго постигнув Банкай останавливает силу миллиона дзанпакто - Сокиоку, в то время как Кёраку и Укитакэ уничтожают Сокиоку. Ичиго разрушает эшафот - Рукия спасена. Рэндзи также приходит на помощь. Голыми руками Ичиго выводит из строя сразу трех лейтенантов, погнавшихся за Рукией, и останавливает удар Кучики Бякуя. | |                     |
| 55 | Сильнейший синигами! Последнее сражение между учителем и учениками «Saikyo no shinigami! Kyūkyaku no shitei taiketsu» (最強の死神! 究極の師弟対決)  | 25 октября 2005 г.  |
| Начинается бой Бякуи с Ичиго. Ёруити вступает в схватку с Сой Фон, капитаном 2 отряда. Капитан 1 отряда и главнокомандующий Ямамото атакует с его точки зрения предателей капитана 8 и 13 отряда Кёраку и Укитакэ. Сила командующего и его меч Рюдзинджакка очень велика, мгновенно вокруг все поглощает огонь. Общество Душ окончательно погружается в хаос. | |                     |
| 56 | Сверхзвуковая битва! Богиня войн принимает решение «Chosoku no tatakai! Bu no megami, kessu» (超速の戦い! 武の女神、決す)                           | 1 ноября 2005 г.    |
| Юмитика одолел лейтенанта Сюхея из-за своего демонического дзанпакто. Комамура выходит из боя с Кэмпати, решив помочь Генрюсаю. Сиба Кукаку и Дзиданбо собираются отправиться в Сообщество душ на помощь Ёруити, в то время как та ведет бой с капитаном 2 отряда Сой Фон. Сой Фон ранее служила под началом Ёруити и теперь во что бы то ни стало хочет её превзойти. | |                     |
| 57 | Сэмбондзакура, сокрушена! Дзангэцу прорывается сквозь небеса «Senbonzakura, funsai! Ten o tsuku zangetsu» (千本桜、粉砕! 天を衝く斬月)              | 8 ноября 2005 г.    |
| И Ёруити и Сой Фон владеют особой техникой - Сюнко. Их бой это сражение скорости. Сой Фон всегда восхищалась Ёруити и преданно служила ей в отряде. Поэтому она не может простить бегства Ёруити из отряда и то, что она не взяла её с собой. В конце концов Сой Фон сдается. Ичиго легко одолевает сикая Бякуи и требует от него использования Банкая. Несмотря на все нежелание использовать против наглого вторженца Банкай, Кучики Бякуя ничего не остается больше делать. | |                     |
| 58 | Барьеры убраны! Чёрная гордость, невероятная сила «Kaiho! Kuroki yaiba, kiseki no chikara» (開放! 黒き刃、奇跡の力)                                 | 15 ноября 2005 г.   |
| Кучики Бякуя использует Банкай и вынуждает Ичиго использовать свой. Тем временем капитан Хицугая и Мацумото отправились в Совет 46 - правительство Сообщества душ с требованием остановить казнь Рукии. Банкай Ичиго - Тэнса Дзангэцу изумляет Бякую - за такой малый срок овладеть Банкаем просто невозможно. Банкай увеличивает скорость Ичиго, Бякуя ранен. Он клянется уничтожить Ичиго. | |                     |
| 59 | Окончание смертельной схватки! Белоснежная гордость и чёрное желание «Shito ketchaku! Shiroki hokori to kuroki omoi» (死闘決着! 白き誇りと黒き想い) | 22 ноября 2005 г.   |
| Бякуя использует максимальную форму Сэнбондзакуры — Сенкей, отдавая всю свою силу на убийство Ичиго. Когда Ичиго находился в шаге от смерти, огромное желание победить выводит наружу пустого по имени Хичиго Сиросаки, что сидит в душе Ичиго. Он овладевает телом Ичиго и атакует Бякую, который поражен новой силой Ичиго. Ичиго смог подавить пустого. Ни один из них не может больше продолжать бой. Все решит последний удар. Собрав последние силы Куросаки Ичиго и Кучики Бякуя атакуют друг друга. Меч Бякуя разбит. Глава дома благороднейшего дома Кучики побеждён «безродным» полусинигами. Выясняется, что и убить Рукию Бякуя хотел из-за подчинениям правилам, исполнения долга благородного дома. Теперь Бякуя не может убить Рукию. В это время капитан Хицугая врывается в Совет 46-ти — правительство Сообщества душ, и он в шоке видит, что кем-то уже уничтожен! | |                     |
| 60 | Безнадёжная реальность, кинжал ассасина повернулся «Zetsubo no shinjitsu, furiorosareta kyōjin» (絶望の真実、振り下ろされた凶刃)                    | 6 декабря 2005 г.   |
| Лейтенант Кира уже находится в здании Совета 46 и атакует Мацумото. Хинамори также прибывает в здание Совета 46 и встретивший её капитан Ичимару Гин показывает её живого капитана Айдзэна! Капитан Айдзэн просит у неё прощения и наносит смертельный удар. Прибывший капитан Хицугая видит лежащую Хинамори и в ярости сразу Банкаем атакует Айдзэна, который и уничтожил Совет 46-ти. Одним ударом Айдзэн выводит Хицугаю из строя. Следующей приходит капитан Унохана, чье присутствие спасает от смерти Хинамори и Хицугаю. Капитан 4 отряда обвиняет Айдзэна в предательстве. Тот используя силу своего дзанпакто - Кёкасуйгэцу ввел всех в гипноз и заставил поверить о своей смерти. На их стороне выступил также капитан 9 отряда слепой Тосэн Канаме, который считает путь Айдзэна путём наименьшей крови и наименьшего зла. Он возвращает Рукию и Рэндзи на холм Сокиоку, туда же пребывает Айдзэн и Гин. Очевидно, что им нужна Рукия Кучики.                                                                                     | |                     |
| 61 | Айдзэн стоит! Кошмарные амбиции «Aizen, tatsu! Osorubeki yabo» (藍染、立つ! 恐るべき野望)                                                           | 13 декабря 2005 г.  |
| Унохана и Котэцу сообщают всем капитанам и лейтенантам, а также группе Ичиго все, что они узнали об Айдзэне и его проделках. Айдзэн хочет убить Рукию, её отчаянно защищает Рэндзи. Ичиго спасает Рэндзи от смертельного удара Айдзэна. Айдзэн останавливает атаку Ичиго одним пальцем. Айдзэн знал о появлении Ичиго, возникший переполох помог ему уничтожить Совет 46-ти. Ему нужна Хогиоку изобретение Урахары, вещь снимающая грань между пустым и синигами. Урахара спрятал её в Рукии. Айдзэн выследил её и инсцинировал всю комедию с одной целью - изъять хогиоку из души Рукии. В этот момент появляется взбешенный Комамура и в ярости атакует Айдзэна. | |                     |
| 62 | Собираемся! Группа сильнейших синигами! «Shuketsu seyo! Saikyo no shinigami shūdan» (集結せよ! 最強の死神集団)                                      | 20 декабря 2005 г.  |
| Комамура был давним другом Тосэна, поэтому его предательство сильно ударило по нему. Используя кидо 90 уровня Айдзэн легко побеждает Комамуру. Айдзэн все спланировал, используя гипнотические свойства дзанпакто. И убийство членов Совета 46 и казнь Рукии и свою смерть и появление Ичиго. Ему нужна хогиоку. Он извлекает её из Рукии, убить Рукию ему помешал Бякуя, который подставился под удар Гина. В это время появляются остальные и кажется, что Айдзэн попался. Но его выводят в хуэко мундо меносы, попав в свет отрицания Айдзэн, Гин и Тосэн перестали быть синигами. Айдзэн хочет править небесами, для этого ему нужна сила и хогиоку ему эту силу даст. 4 отряд и капитан Унохана начинают лечение раненых. Бякуя рассказывает, почему он не противился казни Рукии. Это была клятва чтить закон, клятва данная на могиле родителей, после того как он нарушил его дважды, женившись на Хисане, старшей сестре Рукии и приняв в клан Рукию, по просьбе умирающей Хисаны. Бякуя благодарит Ичиго и просит прощения у Рукии. | |                     |
| 63 | Решение Рукии, чувства Ичиго «Rukia no ketsui, Ichigo no omoi» (ルキアの決意、一護の想い)                                                           | 10 января 2006 г.   |
| Сначала краткий повтор ключевых сражений прошлых серий - Ичиго против Рэндзи, Ичиго против Кэмпати, Исиды против Маюри, Хицугаи против Гина, Рэндзи против Бякуи, Ёруити против Сой Фон, Ичиго против Бякуи. Амбиции Айдзэна угрожают всему миру и грозят разрушением Общества Душ. В течение недели все лечатся и оправляются от ран, нанесенных Айдзэном. Рукия просит прощение у Сибы Кукаку и та её прощает, так как знает от Укитакэ всю правду. Рукия решает остаться в Обществе Душ. Ичиго становится официально временным синигами и вместе с друзьями возвращается домой. | |                     |

### Сезон 4: Баунто (2006)
«Баунто» — четвёртая сюжетная арка аниме Bleach, которая в Японии транслировалась с января 2006 года по август 2006 года на канале TV Tokyo.
В аниме использовано пять музыкальных композиций: две открывающих и три закрывающих. Во время начального ролика («опенинга») первых 11 серий играет «Одинокий цветок» (яп. 一輪の花 Итирин но хана) группы HIGH and MIGHTY COLOR; в остальных сериях — «TONIGHT, TONIGHT, TONIGHT» (с англ. — «Сегодня, сегодня, сегодня») Beat Crusaders. Что касается финального ролика, то сначала это «My Pace» (яп. マイペース, англ. «Мой темп») SunSet Swish, с серии 75 переключается на «HANABI» (яп. «Фейерверк») группы Ikimonogakari, а с 87 серии — «MOVIN!!» (с англ. — «двигаемся») Takacha.
| 64 | Снова в школу, Рэндзи появился в реальном мире?! «Shingakki, gense ni Renji ga yatte kita!?» (新学期、現世に恋次がやって来た!?)                         | 17 января 2006 г.  |
| Ичиго вернулся к нормальной жизни. Но неожиданно появляется Рэндзи, который был отправлен наблюдать за ситуацией в Каракуре от Сэйрэйтэя после измены Айдзэна. Рэндзи поселяется у Урахары. Садо и Иноуэ продолжают тренироваться, так как для поддержки Ичиго им нужно быть сильными. Неожиданно некто под видом брата Иноуэ похищает её. Похитители — таинственная троица с неизвестными намерениями. | |                    |
| 65 | Надвигающийся ужас, вторая жертва «Shinobi yoru kyoofu, nibanme no giseisha» (忍び寄る恐怖、２番目の犠牲者)                                             | 24 января 2006 г.  |
| Айдзэну необходимо время чтобы освоить Хогиоку. У Сэйрэйтэя есть время на его поиски. Тем временем появляется информация о странных происшествиях в Каракуре. Похитители Иноуэ шантажируют Ичиго и его друзей, заставляя бегать по Каракуре. При попытке освободить Иноуэ похищается ещё и Садо. | |                    |
| 66 | Напролом! Спрятанная в лабиринте ловушка «Toppa seyo! Meikyū ni hisomu wana» (突破せよ！迷宮に潜む罠)                                                   | 31 января 2006 г.  |
| Урахара сообщает, что похитители не люди и не синигами, также и не пустые, Айдзэн за этим стоять не может. Следующая встреча в музее Каракуры. Они оказываются в ловушке-лабиринте, в которую играют похитители. Благодаря сообразительности Исиды головоломка разгадывается, кроме того он догадывается, что похитители — души плюс +, как и Кон, так как их духовная сила одинакова. Души плюс бегут, освободив Садо и Иноуэ. | |                    |
| 67 | Смертельная игра! Пропавший одноклассник «Shi no geemu! Kieru kurasumeito» (死のゲーム！消えるクラスメイト)                                             | 7 февраля 2006 г.  |
| Следующая игра — поиск подделки, один из друзей Ичиго — превращённая душа плюс. Её нужно найти, иначе исчезнут все одноклассники Ичиго. Друзья чуть не ссорятся, ища подделку. Внезапной появляются Ёруити и Сой Фонг, но на них они не обращают внимание. Они явно озабочены чем-то другим. Садо пугается духовных сил Ёруити и Сой Фонг и Ичиго понимает, что подделка — он. Но игра не закончена, Садо все ещё находится в плену. | |                    |
| 68 | Истинное лицо дьявола, раскрытый секрет «Akuma no shotai, akasareta himitsu» (悪魔の正体、明かされた秘密)                                               | 14 февраля 2006 г. |
| Ичиго и остальные вступают в финальную игру против душ плюс. Души плюс создают огромные ворота, которые поглощают всю группу. Поместив Чада в гигантские песочные часы душа плюс Ририн сообщает Ичиго и компании, что у тех есть пять минут, чтобы победить души плюс и спасти Чада. Ичиго удаётся сломать часы и раскрыть, что всё было спланировано Урахарой для тренировки навыков работы в команде. Также Ичиго и остальные узнают, что Урю потерял свою силу квинси. В это время Ёруити и Сой Фонг исследуют Зависимых — людей, которые поглощают души в качестве пищи. Найдя остатки души они бросаются на место следующей атаки, где Ёруити останавливает женщину от поглощения другой души. | |                    |
| 69 | Баунто! Те, кто охотятся за душами «Baunto! Tamashi o karu mono tachi» (バウント！魂を狩る者たち)                                                       | 14 февраля 2006 г. |
| В своём магазине Урахара обсуждает с Ичиго и его друзьями Зависимых и предлагает в помощь души плюс Ририн, Нову и Клода. Позже группа обнаруживает пару зависимых: Ёсино Сома и Рё Удагава. Удагава отступает, Ичиго начинает сражение с Ёсино, которая вызывает свою «куклу» Гойтэя. | |                    |
| 70 | Рукиа вернулась! Возрождение команды заместителей! «Rukia no kikan! Daiko chimu fukkatsu» (ルキアの帰還！代行チーム復活)                                | 21 февраля 2006 г. |
| Рукия пришла на помощь к Ичиго, который сражается с Ёсино Сома. Их схватку прерывает Рё Удагава и забирает Ёсино в логово Баунто. На следующий день они находят Рё Удагава и вступают с ним в схватку. | |                    |
| 71 | Момент столкновения! Зло протягивает руки к куинси «Gekitotsu no toki! Kuinshi ni semaru ma no te» (激突の時！クインシーに迫る魔の手)                   | 7 марта 2006 г.    |
| Рё Удагава берёт Исиду в заложники, пришедшая на помощь Ёсино Сома спасает Исиду и забирает его к себе. Она рассказывает о замыслах лидера клана связанных Карии Дзина по поглощению живых души и попытке создать туннель в другое измерение и признаётся ему, что хочет бороться против Баунто, после чего отправляет его в больницу. | |                    |
| 72 | Водная атака! Побег из клиники «Mizu no kogeki! Tozasareta byōin kara no dasshutsu» (水の攻撃！閉ざされた病院からの脱出)                                | 14 марта 2006 г.   |
| Палата Исиды начинает заполняться водой, друзья понимают, что это действие кукол баунто. Появляются Хо (яп. 鵬 Хо) и Бан (яп. 磐) — близнецы, которые общаются телепатически. Их куклы Гул (яп. グール Гу:ру) и Гюнтер (яп. ギュンター Гюнта:) управляют водой и пытаются утопить Исиду, однако, его защищают его друзья. | |                    |
| 73 | Сбор на площади! Зависимые делают свой ход! «Ba un to shuuketsu! Ugoki dasu otoko» (場運と集結！動き出す男)                                             | 28 марта 2006 г.   |
| Ичиго, благодаря Рукии, Рэндзи, Чаду, Орихимэ, душам плюс, а также Гандзю и Ханатаро, также пришедших в Мир живых, спасают Исиду от братьев Хо и Бан. Близнецы гибнут, в то время как лидер Кария Дзин собирает остальных связанных для обсуждения плана дальнейших действий. Исида бежит, не желая быть обузой для остальных. | |                    |
| 74 | Воспоминания вечноживущего клана «Eien o ikiru ichizoku no kioku» (永遠を生きる一族の記憶)                                                              | 28 марта 2006 г.   |
| Исиде не хватило сил и он упал, его подобрала Ёсино Сома. Она вспоминает прошлое, как стала подругой Карии и как разочаровалась в нем, в его амбициозных планах. Ёсино устала от вечной жизни, от амбиций Карии, ключ к которым квинси. После провала Хо и Бана, Кария посылает ещё одного зависимого Го Когу на поиски и Ёсино и квинси. | |                    |
| 75 | Поразительное событие в 11 отряда! Синигами, который снова поднялся «Juuichibantai gekishin! Yomigaetta shinigami» (十一番隊激震！よみがえった死神)     | 4 апреля 2006 г.   |
| Начинается битва между Ёсино Сома и Го Когой. Коге удается захватить обоих. В Обществе душ пропадают данные о зависимых, капитан Дзараки подозревает в этом Итиносэ Маки, беглеца 11 отряда, присоединившегося к Карии. При помощи душ плюс Ичиго и его друзья выслеживают и врываются в убежище зависимых. | |                    |
| 76 | Сокрушительная сила! Фуридо против Дзангэцу «Chikara no gekitotsu! Furido vs Zangetsu» (力の激突！フリードVS斬月)                                       | 4 апреля 2006 г.   |
| Кария встречает Ичиго. Его атакует Ре Удагава при помощи змеиной сети. В это время Итиносэ Маки вступает в сражение с Рукией, рассказав ей о своем прошлом. Ичиго использует Гэцугу Тэнсё и тем самым спасает Рукию, так как Итиносэ, готовый её убить, срочно покидает поле боя и устремляется на помощь Карии. В это время Удагава похищает ключ к силе Карии и атакует его. Он пытается убить Карию и возглавить клан зависимых, обвинив Карию в нерешительности. Прибывший Итиносэ атакует Удагаву. Удагава Ре погибает, после чего начинается схватка Итиносэ и Ичиго. | |                    |
| 77 | Неослабевающая злоба! Синигами, убитый Кэмпати «Kienu onnen! Kenpachi ga kitta shinigami» (消えぬ怨念！剣八が斬った死神)                                | 11 апреля 2006 г.  |
| Кария прерывает бой Ичиго и Итиносэ, и предлагает Ичиго присоединиться к ним. После отказа Ичиго Кария легко одолевает Ичиго. Итиносэ вспоминает как сам присоединился к Карии после добровольного изгнания из Общества Душ, после того как Кария спас его от пустого. Итиносэ готов следовать за Карией до конца. От гибели Ичиго спасает Ёруити, которая вместе с Дзинтой и Уруру выводят Ичиго, Исиду и Ёсино из полностью разрушенного особняка зависимых. | |                    |
| 78 | Шокирующее открытие 13 отряда! Забытая истина «Gotei juusantai kyougaku!! Rekishi ni uzumoreta shinjitsu» (護廷十三隊驚愕!! 歴史に埋もれた真実)         | 2 мая 2006 г.      |
| Ёруити передает информацию из Сообщества душ о зависимых, которую смог раздобыть Куроцути. Ичиго и друзья пытаются разобраться в замыслах Карии. Гандзю и Рэндзи пытаются вернуть былую уверенность Ичиго, которую тот потерял после боя с Карией. Ёсино Сома после разговора с Исидой втихаря покидает магазин Урахары и идёт искать Карию. | |                    |
| 79 | Смертельное решение Ёсино «Yoshino, shi o kaketa omoi» (芳野、死をかけた想い)                                                                           | 9 мая 2006 г.      |
| Депрессия Ичиго после тренировок с Рэндзи пропала. Исида, взяв Ририн, отправляется на поиски Ёсино. Она в то время находит Карию в разрушенном особняке и вступает в бой с ним. Вдогонку отправляются Куросаки и друзья. Исида находит Дзина и Ёсино. Рэндзи и Ичиго натыкаются на Го Когу и Итиносэ Маки. Кария поглощает силу печати Ёсино, но последняя тем самым успела слиться с остатками сил своей куклы и дать последний бой Дзину. В итоге она всё равно погибает. А лидер зависимых образует огромное количество новых кукол. | |                    |
| 80 | Угроза со стороны жуткого врага! Последняя тоненькая линия защиты?! «Kyouteki no kyuushuu! Chiisana saishū bōei sen!?» (強敵の急襲! 小さな最終防衛線!?) | 16 мая 2006 г.     |
| Урахара объясняет дальнейший план действий Ичиго и его друзьям. Души «+» создали в доме Ичиго множество разных ловушек для зависимых, но они впечатлили Куросаки только своей нелепостью. В одну из ловушек случайно попадает Ханатаро. После этого души «+» пытаются доказать пользу своих ловушек, замаскировавшись под врагов. Но их «маскировка» ломается и они попадают в переделку. | |                    |
| 81 | Хицугая действует! Атакованный город «Hitsugaya ugoku! Osowareta machi» (日番谷動く！襲われた街)                                                        | 23 мая 2006 г.     |
| Битто, призванные Карией, начинают нападать на людей и высасывать из них души. Кария объясняет своим подчинённым последнюю стадию их плана. В итоге их сила должна увеличится в 10 раз. Мабаси, один из зависимых оказался против этой затеи, за что был жестоко избит Карией. Капитан Хицугая отправляет в мир живых четверых человек: Рангику Мацумото, Идзуру Киру, Сюхэя Хисаги и Юмичику Аясэгаву. Кария тем временем силой вливает энергию, собранную Битто, в рот Мабаси. Ичиго и друзья ищут Битто. На Рэндзи нападают сотни Битто. | |                    |
| 82 | Ичиго против Дарка! Появление ослабевшей тьмы «Ichigo VS Daruku! Shirakigami no shutsugen» (一護VSダルク！白き闇の出現)                                 | 30 мая 2006 г.     |
| Уруру и Дзинта приносят Ичиго новый сенсор для зависимых и битто - последнее изобретение Урахары. Спасая своего одноклассника, Кэйго, от битто, Куросаки вступает в бой с Го Когой и его улучшенной куклой. На друзей Ичиго тоже нападают другие члены клана Зависимых. Ичиго, пойманный в металлическую паутину Дарк, на грани смерти, но в нём неожиданно просыпается пустой. Но и как в Сообществе Душ, Куросаки смог вернуть контроль над своим телом. | |                    |
| 83 | Серая тень, секрет кукол «Haiiro no kage, doru no himitsu» (灰色の影、ドールの秘密)                                                                     | 6 июня 2006 г.     |
| Го Кога вспоминает о тех временах, когда Кария привёл к нему подростка на обучение, Нао Кэйта. Но в итоге из-за неосторожности, Кэйта убила его собственная, новорождённая кукла и Го не смог этому помешать. Жалея об этом, он присоединился к Дзину Карии. Кога собирается убить Ичиго, но на помощь подоспевает лейтенант 3-го отряда Кира Идзуру. | |                    |
| 84 | Разногласия в команде заместителя. Предательство Рукии «Daiko chimu bunretsu? Uragitta Rukia» (代行チーム分裂？裏切ったルキア)                          | 13 июня 2006 г.    |
| Ханатаро оказывает помощь тяжело раненному Рэндзи. Против Рукии, Орихимэ и Клода выступает новые враг-зависимый - Мабаси и его кукла Ритц. Спасая Иноуэ, под удар Ритца подставляется Рукия. Кучики переходит под полный контроль Мабаси. Дарк неспособна больше сражаться против Киры и она вместе с Когой отступают. | |                    |
| 85 | Смертельная схватка, вызывающая слезы! Рукиа VS Орихиме «Namida no shito! Rukia VS Orihime» (涙の死闘！ルキアvs織姫)                                    | 13 июня 2006 г.    |
| Орихимэ и Клод вынуждены защищаться против Рукии. К ним на помощь приходит Хисаги Сюхэй. Иноуэ с помощью своих сил смогла освободить Рукию из под контроля Мабаси. Мабаси проиграл и чуть не погиб — его спас Итиносэ. | |                    |
| 86 | Рангику, танцуй! Пронзи невидимого врага! «Rangiku, mau! Mienai teki o kire!» (乱菊舞う！見えない敵を斬れ)                                              | 20 июня 2006 г.    |
| Рангику натыкается на Садо, Нову, Уруру и одного из зависимых — старика Саватари. Кукла последнего, Баура, съедает Уруру. План, придуманный Новой, не сработал — Уруру вытащить не удалось. | |                    |
| 87 | Бякую вызвали! Готэй 13 начинает действовать! «Byakuya shooshuu! Ugokidasu gotei 13» (白哉召集！動き出す護廷十三隊)                                     | 4 июля 2006 г.     |
| Нова серьёзно ранен. Баура едва не проглатывает их всех, но Нова успевает спасти их. Рангику объединяется с Новой и находит спрятавшегося Бауру. Это позволяет Садо с помощью пары точных ударов победить куклу и вернуть Уруру. Саватари сбегает. Куроцути в это время поручает Нэму доставить Исиде некую вещи под номером 9141. На Иккаку, охраняющего лабораторию 12-го отряда, кто-то нападает. Бьякуе Кучики приходит неожиданное послание от командующего Ямамото. Урю Исида до сих пор сожалеет о том, что потерял свою силу, без которой он не может защитить близких себе людей. | |                    |
| 88 | Истребление лейтенантов?! Ловушка в подземной пещере «Fukutaicho zenmetsu!? Chikadōkutsu no wana» (副隊長全滅!?地下洞窟の罠)                            | 11 июля 2006 г.    |
| Ямамото поручает Бьякуе собрать информацию о Зависимых. Угаки (яп. 宇柿 Угаки, Ugaki) с помощью куклы Гезелл (яп. ゲゼル Гэдзэру, нем. Gesell) разделяет проводников душ и справляется с каждым поодиночке. | |                    |
| 89 | Матч-реванш?! Исида VS Нэму «Saisen!? Ishida VS Nemu» (再戦!?石田VSネム)                                                                                | 18 июля 2006 г.    |
| Куросаки и друзья врываются в логово зависимых и тоже встречаются с Гезеллом. Им помогает, нашедшая их, Мацумото. Рэндзи и Ичиго идут дальше и снова вступают в бой с куклой Угаки. На выручку им приходят Кира и Хисаги. Нэму находит Исиду и передаёт ему браслет, некогда принадлежащий верховному квинси. | |                    |
| 90 | Абарай Рэндзи, банкай души! «Abarai Renji, tamashii no bankai!» (阿散井恋次、魂の卍解！)                                                                | 25 июля 2006 г.    |
| Рэндзи и Ичиго находят раненного Юмичику. Рэндзи сражается с Гезеллом. Рэндзи нанёс тяжёлое ранение Геззелю, после чего тот свирипеет и уничтожает своего хозяина и себя самого. Ичиго находит Карию и его подчинённых и пытается им помешать. Но Куросаки с треском проигрывает Карии. Кария рассказывает Ичиго истинную цель Зависимых - уничтожение Сообщества Душ. | |                    |
| 91 | Синигами и куинси, оживляющая сила «Shinigami to kuinshī, yomigaeru chikara» (死神とクインシー、よみがえる力)                                           | 1 августа 2006 г.  |
| Ичиго продолжает отчаянно сражаться с Дзином Карией. Куросаки пробуждает банкай. Вскоре к нему на помощь приходят Исида, Орихиме, Чад, Мацумото, души "+" и Рукия. Исида позволяет Зависимым отправится в Сообщество душ. Куросаки и друзья отправляются вдогонку. | |                    |